# دراسة النبات السحري

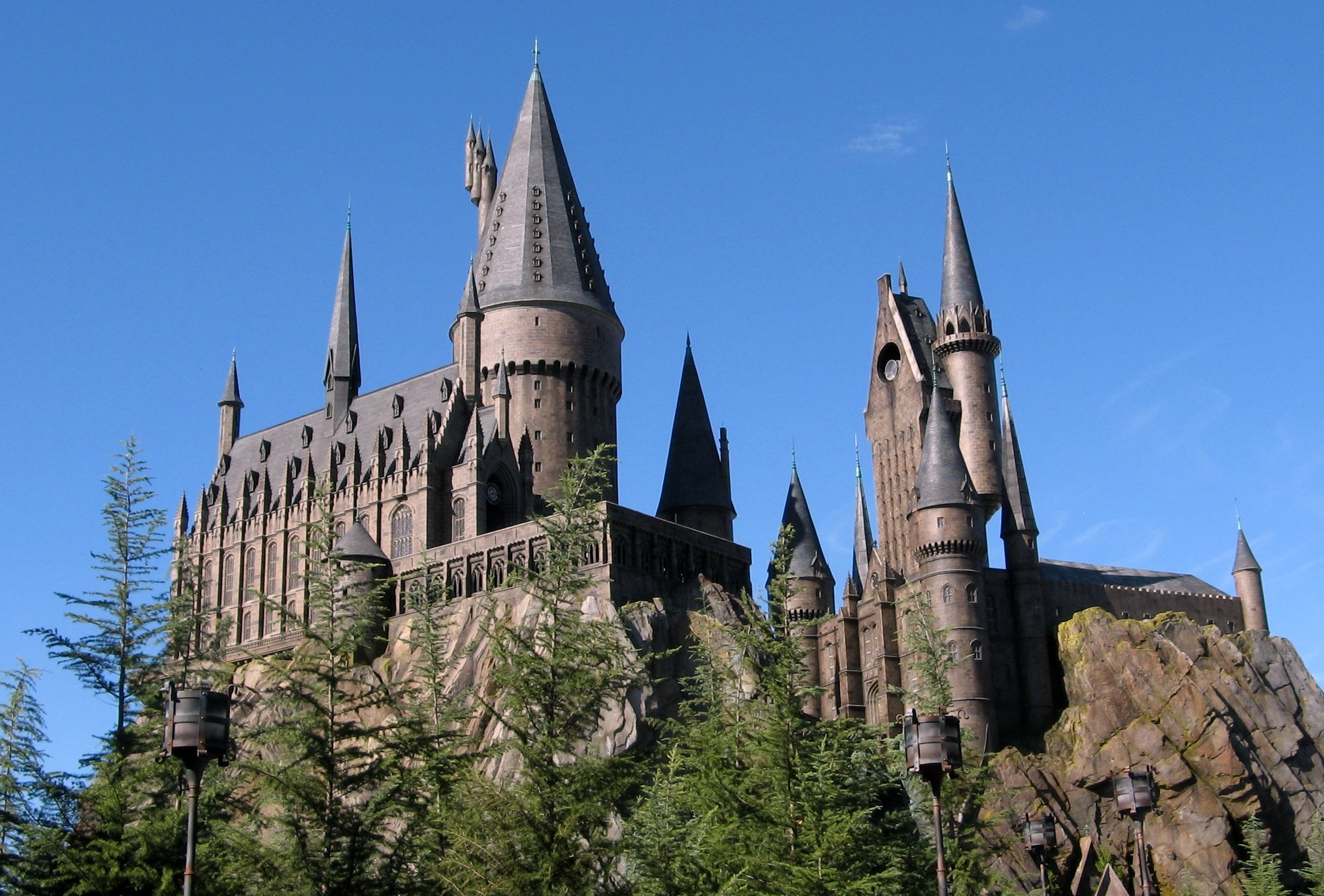
عالم هاري بوتر السحري

دراسة النبات السحري علم الأعشاب، علم النباتات (بالإنكليزية: Herbology) مادة دراسية خيالية تدرسها مدرسة هوغوورتس للسحر والشعوذة في سلسلة هاري بوتر للمؤلفة البريطانية ج. ك. رولنغ. تقوم بومونا سبراوت بتدريس هذه المادة لتلاميذ هوغوورتس، ودراستها إجبارية حتى السنة الخامسة، بعدها تصبح مادة اختيارية بحسب التخصص الذي ينوي الطالب اختياره.